# TTC Rio-Star Muttenz
Der TTC Rio-Star Muttenz wurde 1956 gegründet und ist ein Tischtennis-Club in der Schweiz.
Rio-Star Muttenz ist mehrfacher Mannschafts Schweizermeister. Von 2004 bis heute konnte der Titel zwölf Mal gewonnen werden.

## Geschichte
Der TTC Rio-Star Muttenz wurde am 1. März 1956 als TTC Rio-Star Basel gegründet. Als Spiellokale dienten anfänglich Säle diverser Restaurants.
Im Jahre 1977 stieg die erste Mannschaft in die Nationalliga C auf. 1985 erfolgte der Umzug in die Kriegackerturnhallen in Muttenz, welche bis heute das Hauptspiellokal des Vereins und der Austragungsort aller Meisterschaftsspiele ist. Der Vereinsname wurde mit dem Umzug in Tischtennisclub Rio-Star Muttenz geändert.
1989 gelang der ersten Mannschaft der Aufstieg in die Nationalliga B, in welcher sie bis zur Saison 2003/2004 ununterbrochen vertreten war. Im März 2002, wurde der junge Chinese Jia Shun Hu, beim TTC Rio Star Muttenz als Spieler der ersten Herren-Mannschaft unter Vertrag genommen. Mit ihm begann Rio-Stars Erfolgsgeschichte. In der Saison 2003/2004 konnte der lang ersehnte Aufstieg in die Nationalliga A der Herren realisiert werden. Von der Gemeinde wurde der Club am 14. August 2004 mit dem Kultur- und Sportpreis der Gemeinde Muttenz bedacht. 2005 gelang dem Club, zum ersten Mal in der Vereinsgeschichte, der Gewinn der Schweizer Mannschaftsmeisterschaft der Herren. Dieser konnte bis im Jahr 2015 stets erfolgreich verteidigt werden. Vom 1. – 3. September 2006 feierte der Club seinen runden Geburtstag zusammen mit der Gemeinde Muttenz und Gästen aus Musik, Sport, Politik und Wirtschaft auf dem Gemeindeplatz. Mit dem erstmaligen Gewinn des Schweizer Cup im Jahre 2007 konnte zum ersten Mal das Double erzielt werden. Der Gewinn des Doubles konnte in den Jahren 2008; 2010; 2011; 2012; 2013; 2014; und 2015; wiederholt werden. Am 23. Oktober 2007 wurde dem Rio-Star Nachwuchsspieler, Nicola Mohler der Sportnachwuchspreis Nordwestschweiz überreicht. In der Saison 2007/2008 errang zum ersten Mal in der Vereinsgeschichte Christian Hotz – ein ehemaliger Nachwuchsspieler – den Schweizermeistertitel STT Elite im Herren Einzel. Am 12. Dezember 2008 erhielt der TTC Rio-Star Muttenz den Kantonalen Sportpreis Baselland für seine grossen und konstanten Erfolge. In der Saison 2008/2009 gewann Nicola Mohler erstmals den Schweizermeistertitel STT Elite im Herren Einzel, indem er den Vorjahressieger und Vereinsgefährten Christian Hotz, im Final besiegte. In der Saison 2008/2009, gelang der ersten Damen Mannschaft der Aufstieg in die Nationalliga A. In den Jahren 2010; 2011 und 2012 verteidigte Nicola Mohler seinen Schweizermeistertitel STT Elite, im Herren Einzel, jeweils. Am 7. Dezember 2012 wurde dem Nachwuchsspieler Lionel Weber die Ehre zu Teil, den Baselbieter Sportförderpreis 2012 in Empfang nehmen zu dürfen. 2014 veranstaltete der Club die Schweizermeisterschaften STT Elite in Muttenz. Der in Meiringen aufgewachsene und für Rio-Star seine erste Saison spielende, Elia Schmid, konnte sich dabei im Herren Einzel als Sieger feiern lassen. Im Finale besiegte er seinen Vereinskollegen Lionel Weber. Die Damen wurden 2014, durch einen Erfolg über den TTC Neuhausen, zum ersten Mal Schweizer Mannschaftsmeister. Mit dem Gewinn des Qualifikationsturniers in Kairo sicherte sich Elia Schmid im Jahr 2014 die Teilnahme zu den Olympischen Jugendspielen 2014 in Nanjing (CHN). 2015 gelang auch Lionel Weber der Schweizermeistertitel STT Elite im Herren Einzel. Im selben Jahr konnte der 11. Schweizermannschaftsmeistertitel in Folge gewonnen werden.

### Präsidenten
| Präsident       | von – bis              |
| --------------- | ---------------------- |
| Othmar Bolzern  | 1956–1970              |
| Heinz Aegerter  | 1970–1980              |
| Robert Puhm     | 1980–1985              |
| Markus Lüthi    | 1985–1998              |
| Guido Winters   | 1998–1999              |
| Robert Scherrer | 1999–2005              |
| Manuel Mohler   | 2005–2008              |
| Robert Danhieux | 2008- (* 1929, † 2015) |
| Michel Tschanz  | seit 2015              |

## Erfolge
- Schweizer Meister Herren: 2005, 2006, 2007, 2008, 2009, 2010, 2011, 2012, 2013, 2014, 2015, 2019
- Schweizer Cupsieger Herren: 2007, 2008, 2010, 2011, 2012, 2013, 2014, 2015, 2019
- Schweizer Meister Damen: 2014,

## Aufstellung NLA Herren 2019/2020
- Nummer 1 –  Lionel Weber
- Nummer 2 –  Cédric Tschanz
- Nummer 3 –  Lars Posch
- Nummer 4 –  Pedro Ryu Osiro Shinohara

## Weitere Teams
- NLB Herren (2×)
- 1. Liga Herren (1×)
- 5. Liga Herren (1×)
- 6. Liga Herren (1×)
- Nachwuchs (2× U15, 1× U18)